# Riesgos climáticos en Europa
La diversidad de tiempos y climas que presenta el territorio europeo impone una gran variedad de riesgos climáticos. Sin olvidar el mayor impacto económico y territorial vinculado a otros riesgos naturales (volcanes y terremotos), que tienen en los países de la orla mediterránea las áreas de mayor peligrosidad, el catálogo de riesgos climáticos que afectan a los países europeos incluye:

## Catálogo de riesgos climáticos

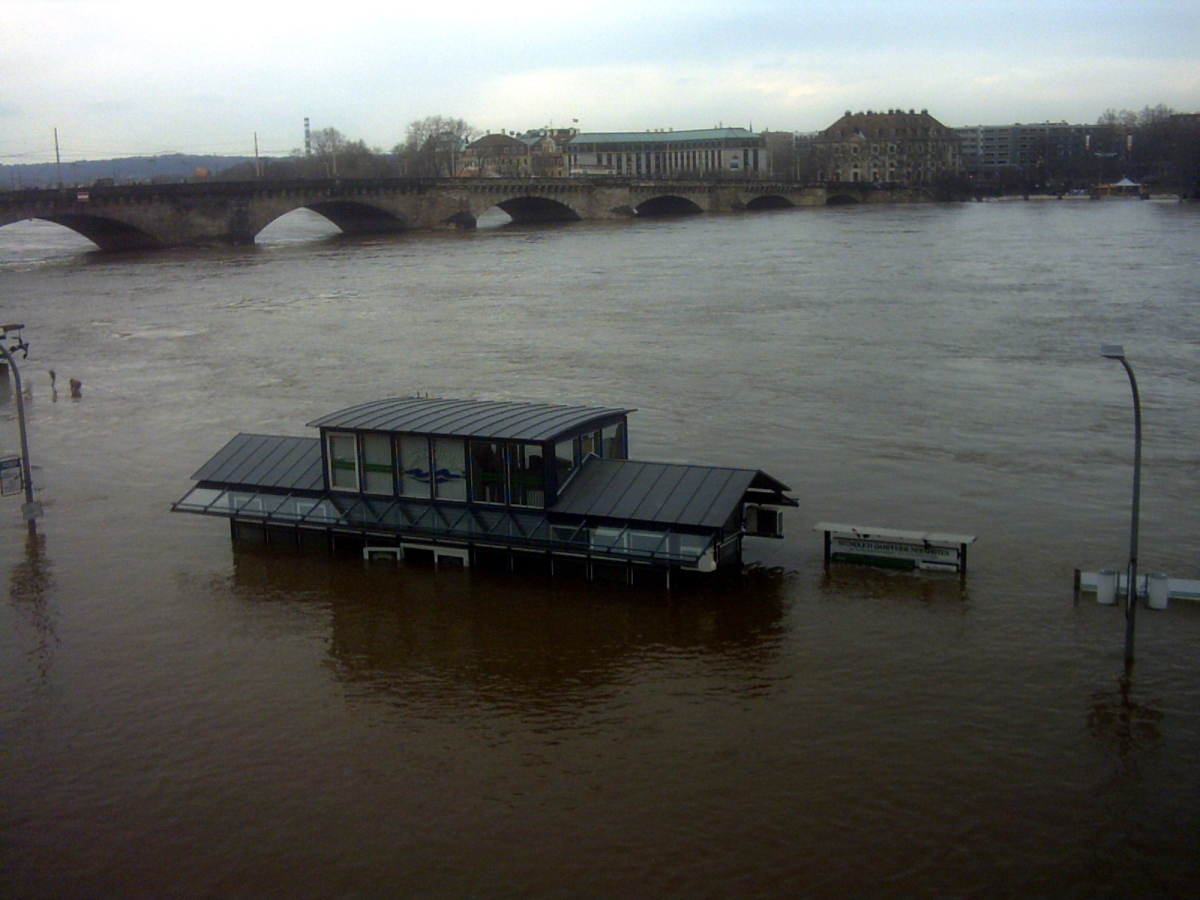
Inundaciones en Dresde por desbordamiento del río Elba en abril del 2006.

### Lluviasabundantes y continuadas que causan desbordamiento de grandes colectores fluviales.
Las inundaciones de los colectores europeos son el riesgo de causa atmosférica más importante en Europa. Conviven dos realidades, los desbordamientos masivos de los grandes ríos (Rin, Mosa, Danubio, Oder, Vístula, Neisse, ríos rusos), causados por lluvias abundantes y continuadas o deshielos rápidos y, por otro lado, las avenidas e inundaciones relámpago de los ríos mediterráneos causadas por lluvias muy fuertes y torrenciales en poco intervalo de tiempo. 
Entre los primeros destacan los desbordamientos del Rin, Mosa y Sena en diciembre de 1993, inundación de las zonas ribereñas de Alemania, Holanda, Bélgica y Francia o, la más importante de enero de 1995, en este mismo sector, que provocó la evacuación de 250.000 personas, 25 muertos y daños evaluados en 3.000 millones de dólares. En julio de 1997, una sucesión de jornadas de tiempo inestable en Europa oriental causó la crecida desmesurada y el desbordamiento de los ríos Vístula, Oder y Neisse, provocando graves pérdidas económicas y la evacuación de miles de personas en el suroeste de Polonia, República Checa y la frontera oriental alemana. En total, cerca de 80 muertos y 192.000 evacuados. La compañía Munich Re evaluó las pérdidas en 5.000 millones de dólares.

### Lluvias torrenciales que provocan avenidas en ríos y ramblas
En los países mediterráneos europeos los episodios de lluvia intensa otoñal provocan los desbordamientos de ríos, rieras y barrancos. Su origen se relaciona con la existencia de una orla montañosa terciaria que confiere carácter de cubeta rodeada de relieves, al sector occidental del Mediterráneo; a la intensa ocupación de llanuras litorales y la presencia, en esa época del año, de aguas marinas cálidas, premisa indispensable para la formación de grandes conjuntos conectivos. De manera que las situaciones de inestabilidad atmosférica se saldan con registros de precipitación abundantes y de elevada intensidad horaria, y la crecida, a veces desaforada, de ríos y barrancos. La localidad de Jávea (España) ostenta el récord europeo de precipitación máxima en 24 h: 871 mm, el 2 de octubre de 1957. Destacan las inundaciones de septiembre de 1963 en Cataluña, de octubre de 1982 en Valencia y Alicante, o las de septiembre de 1992 en el sur de Francia. Durante esta última se contabilizaron 63 muertos en las regiones de Vaucluse, Ardèche y La Dame.
Las prácticas de defensa llevadas a cabo para evitar inundaciones, amén de las mejoras en la predicción meteorológica, contemplan medidas estructurales de regulación de caudales (diques y embalses), canalizaciones de tramos conflictivos e instalación de sistemas de alerta automática basados en la implantación de puntos de control que envían información en tiempo real, como los desarrollados, en los últimos años, en Francia (red Cristal), España (SAIH o el Sistema Eficaz de Aviso de Emergencia (DAEWS) en el Danubio. Sobresale también la serie de obras llevadas a cabo en Holanda para evitar las inundaciones, que culminan con la puesta en marcha del Plan Delta, aprobado tras el desastre de febrero de 1953 que causó 1.865 muertos y la inundación de más de 160.000 ha. Este plan tenía por objeto la ejecución de una serie de infraestructuras para la prevención de los desbordamientos del Rin, Escalda y Mosa.

### Sequías.
Las sequías en Europa tienen su área de mayor riesgo en los países mediterráneos, debido a la mayor frecuencia que presentan, algunos años, las situaciones atmosféricas de dorsal subtropical que imponen condiciones de estabilidad absoluta con penuria de precipitaciones. Los volúmenes de lluvia de los años secos no alcanzan, en ocasiones, el 50 %de la media. Grecia, el sur de Italia y, sobre todo, la península ibérica, son las áreas europeas más afectadas por este riesgo, que causa graves daños en la agricultura y problemas de abastecimiento público de agua. 
Destacan las secuencias secas desarrolladas entre 1981-1984 y 1992-1995. Esta última causó unas pérdidas económicas en el campo español superiores a 500.000 millones de pesetas. No faltan, sin embargo, episodios de sequía en las regiones europeas de clima oceánico, cuyos efectos no dejan de ser gravosos, puesto que afectan a áreas poco acostumbrados o este tipo de episodios. Así, la sequía padecida en algunos países de Europa occidental entre 1975 y 1976 causó unas graves pérdidas en el sector agrícola y obligó o practicar restricciones en el suministro de agua de 17 horas al día en el sur de Inglaterra. Similares efectos tuvo la secuencia de sequías de 1989-1991 en el Reino Unido, que se saldó con daños superiores a mil millones de libras esterlinas; 1989 fue el más seco de los últimos veinticinco años en Inglaterra; asimismo, entre los agricultores de Alemania, Polonia, Checoslovaquia, Hungría y regiones atlánticas de Francia, se registraron pérdidas elevadas.

### Temporales de viento
Un riesgo climático poco valorado, pero de elevada frecuencia en los países europeos de latitudes más septentrionales, durante los meses de noviembre a abril, es el de los «temporales de viento fuerte», ocasionados por borrascas atlánticas profundas o «ciclones explosivos» formados en la cuenca ártica. La violencia de los vientos que acompañan estas formaciones meteorológicas, con rachas máximas que superan los 100 km/h, causan daños en infraestructuras, viviendas y cultivos bajo plástico. Destaca la sucesión de cuatro temporales de viento que sacudió el noroeste de Europa (Gran Bretaña, Irlanda, Alemania, Suecia, Francia, Dinamarca y Holanda), entre finales de enero y principios de marzo de 1990, que elevó los pérdidas económicos por encima de 10.400 millones de dólares.

### Temporales de frío y nieve

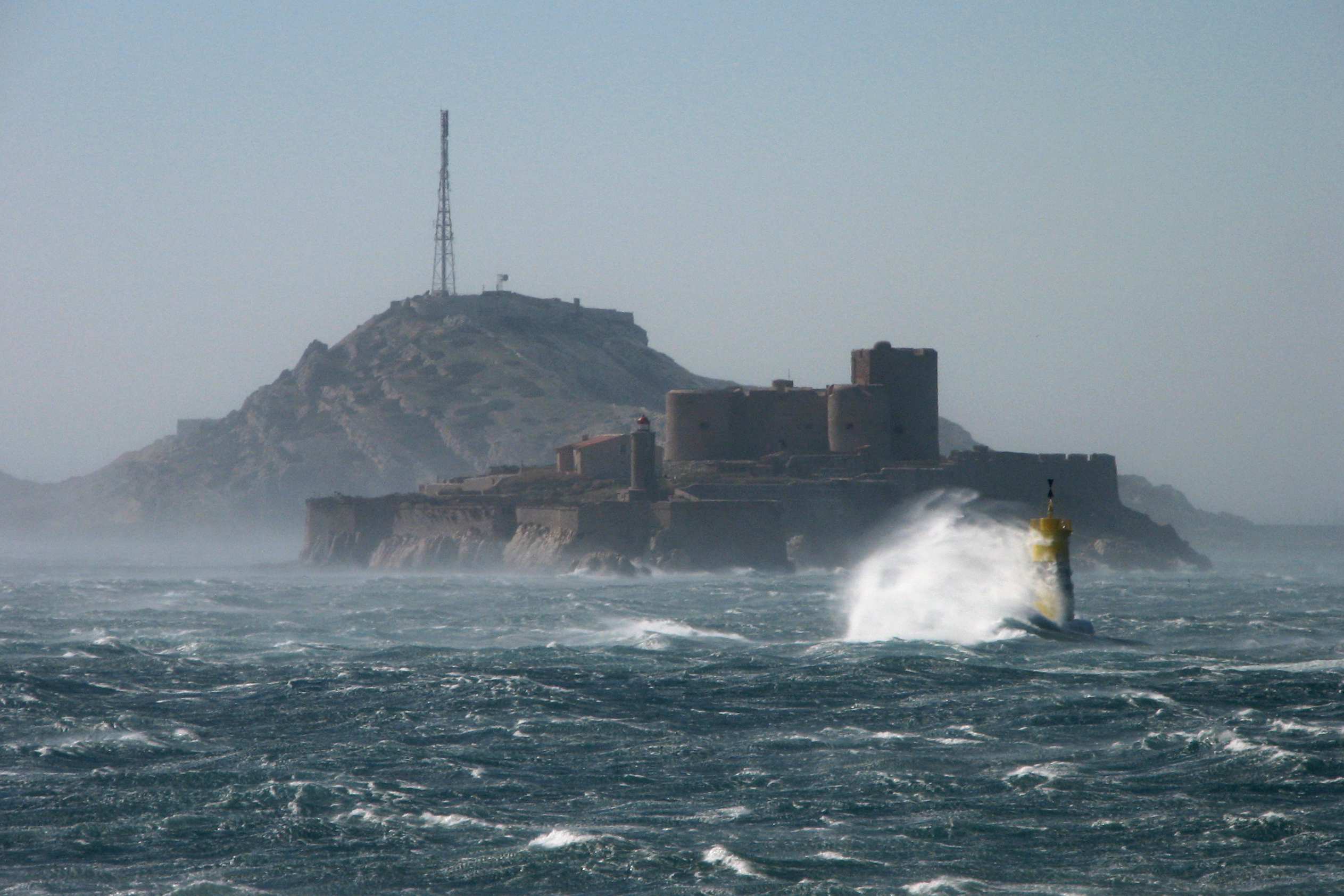
Mistral en Francia.

Las «olas de frío» provocan, anualmente, unas elevadas pérdidas humanas en Rusia y en los países de Europa oriental (Polonia, repúblicas bálticas, Bielorrusia, Ucrania, Eslovaquia, Hungría). La llegada de masas de aire árticas o siberianas hacen caer los registros de temperatura mínima a valores de -15 °C e inferiores. Muy graves daños económicos para la actividad agraria causan las expansiones de estas masas de aire que alcanzan los países mediterráneos (Grecia, Croacia, Serbia, Montenegro, Bosnia y Herzegovina, Albania, Macedonia del Norte, Italia, litoral mediterráneo de Francia y España). En estos casos, las regiones poco acostumbrados a bajas temperaturas invernales ven perderse las cosechas de frutales y productos hortícolas que se encuentran en producción en esas fechas. Entre los episodios de frío intenso de los últimos decenios en Europa destacan las invasiones frías de mediados de febrero de 1956, navidades de 1970-1971 y 1996-1997, y en la primera quincena de enero de 1985. La ola de frío de enero de 1985 ocasionó cuantiosos daños en los cultivos de la República Federal Alemana, Suiza, Austria, Francia y España. Unos efectos catastróficos tuvo la «invasión siberiana» ocurrida en las navidades de 1996-1997, con registros térmicos mínimos de -30 °C y menos en Moscú y otras capitales del este de Europa, con cerca de cuatrocientos muertos.
Relacionado con precipitaciones de nieve en zonas de montaña se encuentra el riesgo de avalanchas de nieve o aludes. Los aludes se producen con precipitaciones de nieve abundantes caídas en breve intervalo. No obstante, el riesgo de aludes, además de la abundancia de nieve, depende, en gran medida, de las condiciones topográficas del área afectada; y, junto a ello, una vez que la masa de nieve está presta para desprenderse, la temperatura ambiente y el viento son los factores desencadenantes de su derrumbamiento. La orla montañosa alpina es el área más afectada por estos destacados eventos, sobresaliendo la avalancha de 1916 en el Tirol austríaco, que causó la muerte de 10 000 personas, y la de Blons, en 1954, también en Austria, con 380 muertos. Más recientes son las avalanchas de Saas-Fee (Suiza) que causó 88 muertos en 1962, la de Val-d'Isère (40 muertos, en 1970) o las ocurridas entre febrero y abril de 1999 en Francia (Chamonix) y diversos valles de los Alpes austríacos con más de 30 muertos.

### Olas de calor
En sentido totalmente contrario, los países del sur de Europa se ven azotados en verano por expansiones de la masa de aire sahariano, que, en los meses centrales del verano, provocan unos incrementos súbitos de temperaturas, un descenso de la humedad relativa y sequedad ambiental, que se suelen acompañar de incendios forestales intencionados y de afecciones cardiorrespiratorias en las áreas afectadas. En ocasiones, la intensidad de las expansiones alcanza a países tan alejados de la fuente norteafricana como Gran Bretaña o los países nórdicos. Destacan, en este ámbito, las olas de calor muy intensas de junio de 1983 (44 muertos en Grecia y 40 en el sur de Italia) y de julio de 1994 en la península ibérica (46,1 °C en Murcia), que causó 41 muertos.

### Tormentas de granizo

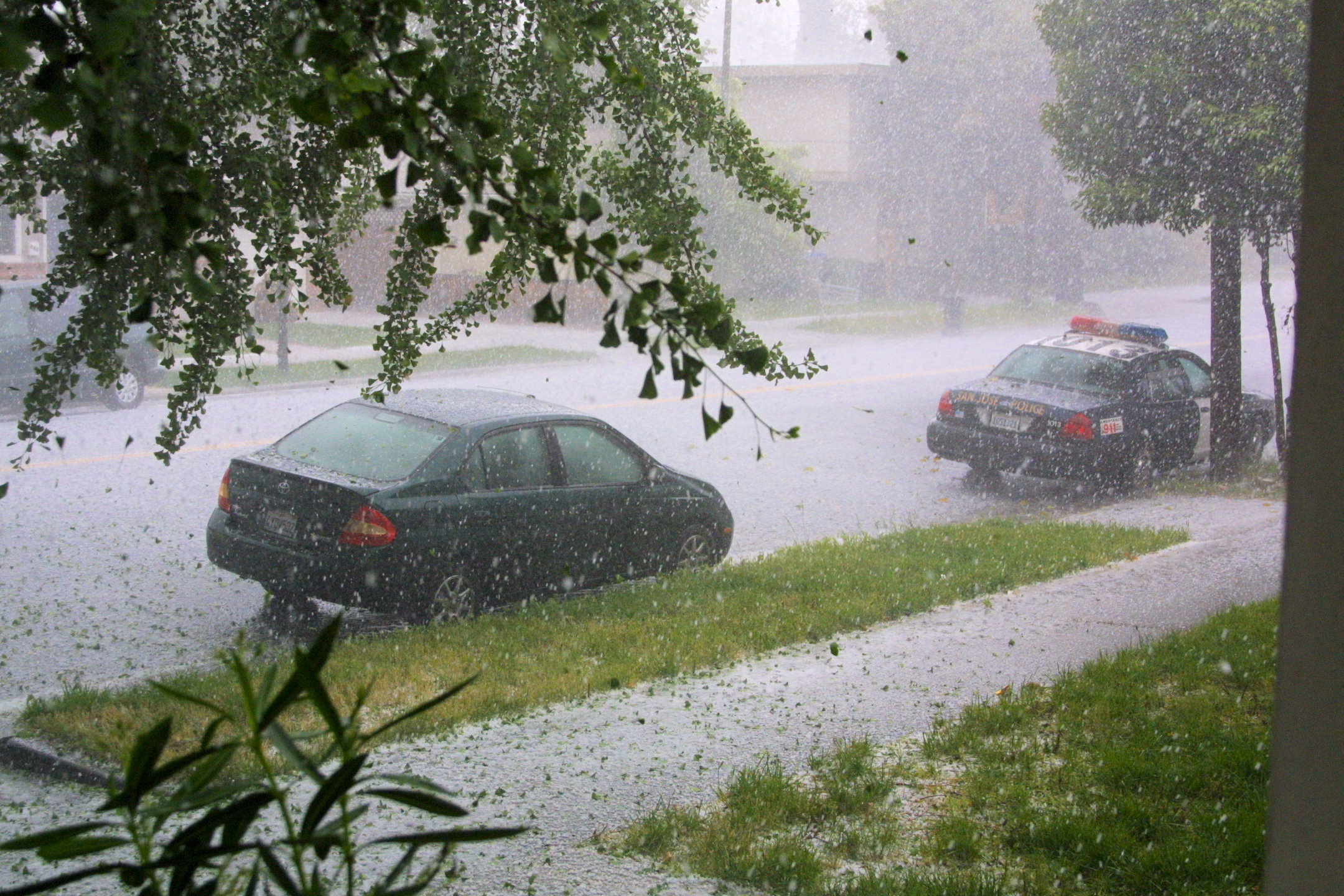
Tormenta de granizo.

Por último, hay que mencionar los daños en los cultivos provocados por las tormentas de granizo que descargan entre los meses de junio y septiembre en algunas regiones de Europa. Las áreas de mayor frecuencia de aparición de estos episodios son las regiones caucásicas de la antigua URSS (en particular la república de Georgia), Ucrania y centro de Rusia, en torno a Moscú, suroeste de Polonia —Wroclow—, República Checa, el norte de Italia (llanura del Po), sur de Francia, Suiza, Austria, landers del sur de Alemania y litoral mediterráneo y el valle del Ebro en España. En estas áreas se han llevado a cabo o lo largo del presente siglo, y aún se practican, actuaciones de defensa frente a los granizos (cohetes, siembra con yoduro de plata y mallas de plástico sobre los cultivos).
FUENTE: Olcina Cantos (1999).